# Cerdo dos veces cocinado

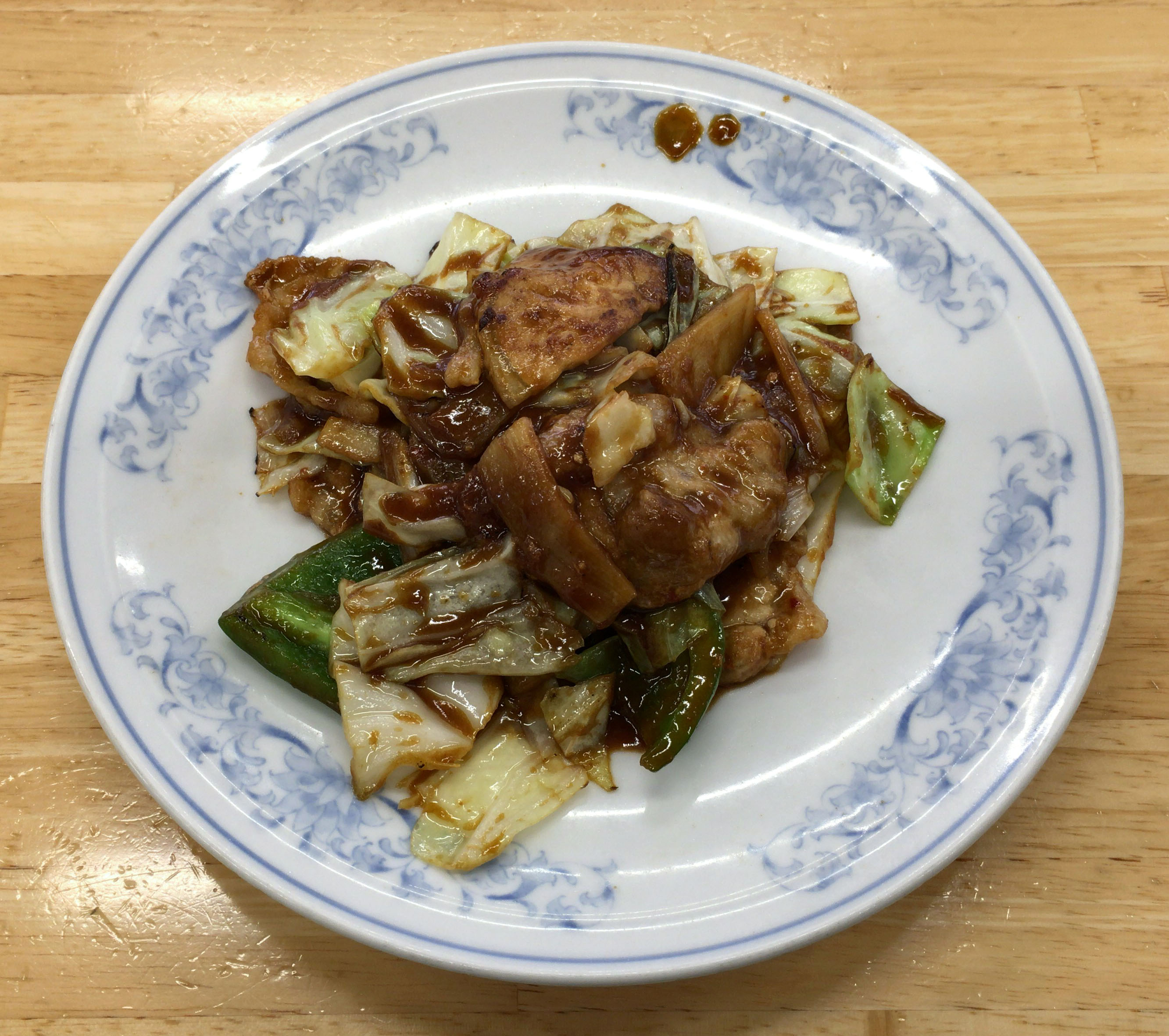
Cerdo dos veces cocinado - 回锅肉.

El cerdo dos veces cocinado (回锅肉, pinyin: Húi Gūo Ròu, significa literalmente 'carne que ha retornado dos veces al wok'), junto con Mapo Dofu (麻婆豆腐), el Hot Pot (火锅) y el Pollo Kung Pao (宫保鸡丁), es probablemente uno de los platos más conocidos de la Gastronomía de Sichuan.

## Características
El proceso de cocinado de la carne de cerdo hace que primero se introduzcan las costillas en agua con sal y jengibre en la primera fase, tras ello se saca y se deja secar para ser cortado en pequeñas rebanadas para regresar al wok y ser frito en aceite caliente. Los vegetales más comunes que acompañan al cerdo son la col y los pimientos.
- Datos: Q3238049
- Multimedia: Twice cooked pork / Q3238049